# Ranulphe de Pérusse d'Escars
 (avril 2012).
Si vous disposez d'ouvrages ou d'articles de référence ou si vous connaissez des sites web de qualité traitant du thème abordé ici, merci de compléter l'article en donnant les références utiles à sa vérifiabilité et en les liant à la section « Notes et références ».
Pour les autres membres de la famille, voir Maison de Pérusse des Cars.
Ranulphe de Pérusse d'Escars (ou des Cars), né en ? et mort en 1441, est un évêque français. Il fut évêque de Limoges entre 1412 et 1426, puis évêque de Mende entre 1426 et 1441. L'accession à ce dernier évêché lui avait également conféré le titre de comte de Gévaudan, ce titre étant dévolu aux évêques de Mende, depuis l'acte de paréage signé en 1307 par le roi et Guillaume VI Durand.

## Biographie
Il est natif du diocèse de Limoges, fils d'Arnoul de Pérusse, seigneur des Cars, et de Souveraine de Pompadour. Il est donc le frère de Geoffroy de Pérusse des Cars, évêque de Saintes.
Le 12 novembre 1412, il est élu évêque de Limoges. Cependant, l'antipape Jean XXIII désigne, le 21 décembre de la même année, Pierre d'Ailly comme nouvel évêque. Ce dernier renonce à l'évêché et, au mois d'août, l'antipape désigne alors Nicolas Viaud. Cependant, le 25 juin 1414, Ranulphe de Pérusse est une deuxième fois élu par les chanoines. Jean XXIII, lui, est déposé en 1415, alors que Nicolas Viaud avait lui aussi renoncé à l'évêché. Le pape Martin V nomme, en 1418 Hugues de Rouffignac. S'ensuit de longues discussions entre le roi de France, qui soutient Ranulphe de Pérusse, et le pape. Finalement, Hugues de Roffigniac est maintenu dans sa fonction, alors que Ranulphe de Pérusse est doté de l'évêché de Mende.
Il arrive dans son nouveau diocèse en janvier 1427.
Il meurt en Limousin au printemps 1441.